# Mike Colter
Mike Randal Colter (nascido em 26 de agosto de 1976)  é um ator americano mais conhecido por seus papéis como Lemond Bishop na série de televisão The Good Wife - Pelo Direito de Recomeçar, Malcolm Ward em Ringer, e Luke Cage nas séries da Netflix Jessica Jones e Luke Cage.

## Biografia
Colter nasceu no bairro de Columbia, Carolina do Sul, e cresceu em St. Matthews, Carolina do Sul. Colter é o mais novo de cinco filhos nascidos de Eddie Lee e Freddie Marion (née Mitchell) Colter. Ele é um graduado da Calhoun County High School. Colter passou um ano no Benedict College, antes de se transferir para a Universidade da Carolina do Sul, onde recebeu um diploma de bacharel em teatro em 1999. Ele obteve o grau de MFA em atuação pela Escola de Artes Grossas Mason Rutgers University.

## Carreira
O papel de maior destaque de Colter foi no filme Menina de Ouro, no qual retratou o boxeador Big Willie Little. Ele também atuou em Law & Order: Trial By Jury, Pelo direito de Recomeçar, Plantão Médico, The Parkers e Ringer, além de vários filmes de TV.
Em 2014, Colter começou a retratar o papel do agente Jameson Locke na franquia Halo. Colter estrelou a série Halo: Nightfall e forneceu a captura de movimento para o agente Locke em Halo 5: Guardians, enquanto a voz é interpretada por Ike Amadi. Ele também atuou como Luke Cage em Jessica Jones, na Netflix. Toda a primeira temporada foi lançada on-line em 20 de novembro de 2015.
Devido ao sucesso de seu personagem na série Jessica Jones, foi lançada a série individual do seu personagem, Luke Cage, que estreou mundialmente no dia 30 de setembro de 2016. De forma surpreendente, a série ultrapassou Demolidor em sua estreia.
Em 2017, Colter está escalado para o papel de Luke Cage na minissérie Defensores, mais uma parceria entre a Marvel e Netflix. A série é aguardada com grande expectativa pelos fãs, pois reunirão Luke Cage, Jessica Jones, Demolidor e Punho de Ferro entre outros atores do universo dessas séries.

## Vida pessoal
Mike se casou em 2016 com a atriz Iva e atualmente reside em Los Angeles. Os dois tem uma filha. Por conta de Iva ser branca, Mike foi duramente criticado por ter se casado com ela. Ele é primo de segundo grau da atriz Viola Davis.